# Björnbrodd
Björnbrodd (Tofieldia pusilla) är en enhjärtbladig växt i familjen kärrliljeväxter. I Norden förekommer den ganska allmänt i alla fjälltrakter, i Sverige ned till Hälsingland och Värmland. Den växer främst på fuktig mark, såsom myrar och stränder.
Blommorna är små och vitgröna och sitter i täta ställningar. Frukten är en kapsel. Växten blir mellan 5 och 20 centimeter hög.
En äldre vetenskaplig synonym är Tofieldia palustris Huds. Kärrliljesläktet har i äldre klassificeringssystem (som utgick från morfologi istället för genetik) ingått i familjen myrliljeväxter (Nartheciaceae).